# Леданка
Леданка (ісп. Ledanca) — муніципалітет в Іспанії, у складі автономної спільноти Кастилія-Ла-Манча, у провінції Гвадалахара. Населення — 119 осіб (2010).
Муніципалітет розташований на відстані близько 90 км на північний схід від Мадрида, 37 км на північний схід від Гвадалахари.
На території муніципалітету розташовані такі населені пункти: (дані про населення за 2010 рік)
- Леданка: 78 осіб
- Монастеріо-де-лас-Монхас-Бенедіктінас: 15 осіб
- Вальфермосо-де-лас-Монхас: 26 осіб

## Демографія
Динаміка населення (INE ):